# Medal za Kampanie w Azji Środkowej w Latach 1853–95
Medal za Kampanię w Azji Środkowej w latach 1853–95 (ros. Медаль «За походы в Средней Азии 1853—1895 гг.») – rosyjskie odznaczenie państwowe nadawane uczestnikom walk na terenie Azji Środkowej w latach 1853–1895.

## Historia
Odznaczenie zostało ustanowione ukazem cara Mikołaja II z dnia 14 lipca 1896 roku dla nagrodzenia uczestników działań wojennych w latach 1853–1895 na terenie Azji Środkowej, które doprowadziły do ostatecznego włączenia jej w styczniu 1896 roku w skład Imperium Rosyjskiego.
Medal posiadał jeden stopień, lecz występował w dwóch wersjach – srebrnej i z jasnego brązu.

## Zasady nadawania
Medal wykonany ze srebra był nadawany wszystkim żołnierzom uczestniczącym bezpośrednio w działaniach wojennych na terenie Azji Środkowej w latach 1853–1895, a także innym osobom uczestniczącym w tych działaniach, jako dowód ich bohaterstwa, wytrwałości i dzielności w tych działaniach.
Medal wykonany z jasnego brązu nadawany innym osobom, które uczestniczyły w działaniach na terenie Azji Środkowej, w szczególności urzędnikom, które jednak nie brały udziału w bezpośrednich działaniach bojowych, lecz wspomagały zarówno działania wojsk, a także uczestniczyły we wprowadzaniu administracji carskiej na tych terenach.

## Opis odznaki
Odznaką medalu jest okrągły medal o średnicy 28 mm wykonany ze srebra lub jasnego brązu.
Na awersie medalu są cztery monogramy carów rządzących Imperium Rosyjskim w latach 1853 – 1895: Mikołaja I, Aleksandra II, Aleksandra III i Mikołaja II, a nad każdym z monogramów znajduje się carska korona.
Na rewersie medalu znajduje się napis w języku rosyjskim ЗА ПОХОДЫ ВЪ СРЕДНЕЙ АЗІИ 1853–1895 гг. (pol. Za wyprawę do Azji Środkowej 1853–1895).
Medal zawieszony był na wstążce w barwach będących połączeniem barwy orderu św. Jerzego i orderu św. Włodzimierza.